# Anne Franken
Anne Franken (* 29. November 1890 in Köln; † 15. Juni 1958) war eine deutsche Pädagogin und Politikerin. 

## Leben
Franken studierte nach dem Abitur Pädagogik in Köln und arbeitete anschließend als Lehrerin. Seit 1930 war sie Studiendirektorin an der Luisenschule in Düsseldorf. Während des Ersten Weltkrieges trat sie für das Frauenwahlrecht ein. Franken war von 1918 bis 1933 Mitglied der Zentrumspartei. 
Mit dem Gesetz zur Wiederherstellung des Berufsbeamtentums zu Beginn der nationalsozialistischen Herrschaft verlor sie als Frau ihre Leitungsfunktion und wurde zur Studienrätin zurückgestuft. Bis 1945 arbeitete sie in dieser Stellung. Nach 1945 wurde sie wieder als Oberstudiendirektorin eingesetzt und arbeitete bis 1956 in dieser Position.
In der unmittelbaren Nachkriegszeit war sie Mitbegründerin der CDU im Rheinland. Zwischen 1946 und 1947 war sie Mitglied des ernannten Landtages von Nordrhein-Westfalen. 1949 gehörte sie zu den Gründern der heutigen Deutsch-Britischen Gesellschaft. Zwischen 1953 und 1958 war Franken Mitglied des Deutschen Ausschusses für Erziehungswesen und bis 1955 Mitglied im beratenden Ausschuss für das Pressewesen.